# Sigfrid Karg-Elert
Sigfrid Karg-Elert (teljes nevén Siegfried Theodor Karg; (Oberndorf am Neckar, 1877. november 21. – Lipcse, 1933. április 9.) német zeneszerző, a lipcsei konzervatórium zeneszerzés-tanára, kiváló harmónium-művész és pedagógus. Harmónium- és orgonaműveket és kamarazenét írt.  Elméleti összhangzattannal is foglalkozott.

## Média
Caprices for Flute, Op. 107, No. 1: Tempo giusto

Probléma esetén lásd:Médiafájlok kezelése.